# گالیور (ساختمان)
گالیور آسمان‌خراشی واقع در کیف اوکراین است. ساخت و ساز این ساختمان در اوت ۲۰۰۳ شروع شد و نوامبر ۲۰۱۳ به پایان رسید. گالیور بلندترین ساختمان ادری در کیف و دومین ساختمان بلند در این کشور است.